# Macrodontia castroi
Macrodontia castroi là một loài bọ cánh cứng trong họ Cerambycidae.